# Трицератопс грубый
Трицера́топс гру́бый (лат. Triceratops horridus) — вид птицетазовых динозавров семейства цератопсид, один из двух видов рода трицератопсов. Известен по ископаемым остаткам из отложений маастрихтского яруса верхнего мела США (Колорадо, Монтана, Северная Дакота, Южная Дакота, Вайоминг) и Канады.
Вид научно описал американский палеонтолог Отниел Чарлз Марш в 1889 году как Ceratops horridus; в том же году учёный выделил его в отдельный род Triceratops. Окаменелости трицератопса грубого и второго вида рода, T. prorsus, стратиграфически разделены в отложениях формации Хелл-Крик, то есть, по крайней мере в этой местности, данные животные не жили в одно и то же время

## Описание
Гребень у трицератопса сильно расширен пропорционально длине черепа. Его лицевая область сокращена и имеет широкие треугольные очертания, если смотреть сверху. Надбровные дуги пропорционально очень длинные и относительно тонкие. Носовой рог сильно уменьшился по сравнению с другими Хазмозавринами. Роговое ядро носа полностью не отделено от носовой кости.
Обонятельные нервы разделяются и расходятся латерально непосредственно перед головным мозгом.